# Maria Victoria Barros
Maria Victoria Borghetti Barros (Maringá, Paraná, 1 de febrero de 1992) es una empresaria y política brasileña. Afiliada al partido de derecha Progresistas, ha pasado su carrera política representando al estado de Paraná, sirviendo como representante en la legislatura estatal desde 2019.

## Carrera política
Barros fue elegida con cerca de 44.870 votos para la Asamblea Legislativa de Paraná en 2014. Asumió el cargo el día de su cumpleaños. Fue reelegida en su cargo en las elecciones de 2018.

## Vida personal
Procedente de una familia política, Barros es hija de Ricardo Barros, ministro de gobierno, diputado estatal y exalcalde de Maringá; mientras que su madre, Cida Borghetti, fue gobernadora de Paraná. 
Se casó en 2017 con el abogado Diego da Silva Campos, con quien tiene tres hijasː Maria Antonia, Maria Valentina y Maria Stefania. En su boda, Barros tuvo que ser protegida de los manifestantes izquierdistas que estaban descontentos con Barros y el fuerte apoyo de sus padres al impeachment de Dilma Rousseff.

## Resultados electorales

### Alcaldía de Curitiba
| Año  |        | Partido | Votos           | Porcentaje | Resultado | Ref. |
| ---- | ------ | ------- | --------------- | ---------- | --------- | ---- |
| 2016 | PP     | 52,576  | \| \| 5.66 % \| | No electa  |           |      |
|      | 5.66 % |         |                 |            |           |      |

### Cámara de Diputados de Paraná
|  | 0.78 % |

|  | 6.11 % |

|  | 0.88 % |

|  | 0.87 % |